# Кавери
Кавери (на тамилски: காவிரி, на английски: Kaveri, Cauvery) е река в Южна Индия, щатите Карнатака и Тамил Наду, вливаща се в Бенгалския залив на Индийския океан. Дължина около 800 km, площ на водосборния басейн 81 155 km². Река Кавери води началото си на 1135 m н.в., от източните склонове в южната част на планината Западни Гхати). По цялото си протежение пресича южната част на Деканското плато, където на места тече в тесни скалисти дефилета с множество прагове и водопади (най-високия до 91 m). При вливането си в Бенгалския залив образува обширна делта с площ около 10 000 km². Основни притоци: леви – Хемавати; десни – Кабани, Бхавани, Нойил, Амаравати. Подхранването ѝ е предимно дъждовно, с мусонен режим и две пълноводия: през лятото благодарение на югозападния мусон и през зимата (в долното течение) – благодарение на югоизточния. Колебанията на оттокът ѝ в средното течение (при Метура) варира от 300 до 12 800 m³/s. На водопадите на реката функционират няколко ВЕЦ-а с обща мощност над 800 хил. квт. В горното и средното ѝ течение са изградени два големи язовира – Кришнарая Сагари и Станли, които освен че регулират отокът ѝ напояват земеделски земи с площ над 1 млн. ха. Кавери е плавателна за плитко газещи речни съдове в устието си и на малки участъци в средното си течение..